# Buggenhagen
Buggenhagen är en kommun och ort i Landkreis Vorpommern-Greifswald i förbundslandet Mecklenburg-Vorpommern i Tyskland.
Kommunen ingår i kommunalförbundet Amt Am Peenestrom tillsammans med kommunerna Krummin, Lütow, Sauzin, Wolgast och Zemitz.